# Mix FM Rio
Mix FM Rio é uma emissora de rádio brasileira com sede no Rio de Janeiro, capital do estado homônimo. Opera no dial FM, na frequência 102.1 MHz, e é afiliada à Mix FM. É de propriedade do Grupo Dial Brasil, empresa controlada por Luiz André Calainho, Pepira Empreendimentos e Fernando di Gênio — este último presidente do Grupo Mix de Comunicação —, em frequência pertencente a Simon Khoury,  Nadir Michel Khoury, Eunice Khoury Pacelli e Elisabeth Khoury Raposo, herdeiros de Anna Khoury (fundadora da Rádio Imprensa, sua antecessora).
O Grupo Dial Brasil também administra a rádio Amil Paradiso (Antiga SulAmerica Paradiso). Tanto a Amil Paradiso e a Mix FM Rio estão sediadas no FM Hall Terraço, espaço localizado no Bossa Nova Mall (shopping integrado ao Aeroporto Santos Dumont) também de propriedade do grupo. A emissora assumiu a frequência em 31 de dezembro de 2000, inicialmente operando como afiliada à Jovem Pan 2 e desde 2007 operando como afiliada à Mix FM.

## História
A Rádio Imprensa do Rio de Janeiro foi a primeira emissora de rádio em frequência modulada instalada na América Latina, fundada por Anna Khoury em janeiro de 1955. Operava somente em circuito fechado (frequência codificada), vendendo serviço de música ambiente por assinatura até a década de 1970, quando assume uma frequência aberta, a 102.1 MHz. Sem tanta preocupação em investir em produção de massa, a emissora só começa ter locução a partir do arrendamento de horários para diversos locatários entre as décadas de 1980 e 1990.
Em 31 de dezembro de 2000, a frequência é arrendada para o Grupo Dial Brasil, de propriedade dos empresários Luiz André Calainho, Alexandre Accioly, Luciano Huck e Meyer Cohen. Neste dia, o grupo lançava a segunda passagem da Jovem Pan FM no Rio de Janeiro, que até então operava na frequência da Fluminense FM. A programação local entrou no ar oficialmente no dia 7 de janeiro de 2001.
Durante toda a sua trajetória, a emissora foi líder no segmento jovem. No entanto, a boa parceria foi abalada em 2006 quando a diretoria paulista iniciou um plano de tentar transformar a Jovem Pan 2 do Rio em emissora da Classic Pan, projeto adulto-contemporâneo da Jovem Pan. Isso bateria de frente com a Paradiso FM (hoje Amil Paradiso), emissora de mesma segmentação da Classic Pan e de propriedade do Grupo Dial Brasil. Com a relação desgastada e na iminência de um rompimento de contrato, a Mix FM (principal concorrente da Jovem Pan) se ofereceu pra comprar ações no Grupo Dial e se afiliar com a rádio carioca. Após dois adiamentos, a Jovem Pan 2 deixou a frequência oficialmente no dia 31 de janeiro de 2007. A Mix FM Rio entrou no ar às 0h de 1.º de fevereiro de 2007, transmitindo a rede no programa No Break. A partir de então, o Grupo Dial Brasil passou a contar com Fernando di Gênio entre seus sócios.
Em setembro de 2022, em mais uma edição de cobertura do festival Rock in Rio, a emissora fecha uma parceria com a operadora TIM e passa a se chamar "Rádio TIM Mix FM" . A ação de naming right é inédita. Os locutores da rádio fazem entradas ao vivo e entrevistas direto do Estúdio TIM 5G montado na Cidade do Rock.

## Equipe
- Carlos Cassino Molla
- Sergio Bitenka
- Victória Roza Cruz
- Wooley